# 古川俊太郎
古川俊太郎（日语：／ Furukawa Shuntaro，1972年1月10日—）是一位日本企業家。2018年6月28日起擔任任天堂的第六任社長。

## 概要
古川俊太郎生於東京都。1994年於早稻田大學政治經濟學院畢業後進入任天堂。2012年起擔任寶可夢公司的非執行董事。2015年擔任經營企劃室長、2016年擔任董事長。
2018年6月28日起接替君島達己，成為任天堂公司的第六任社長。古川俊太郎長期任職於財務部門並參與遊戲硬體及軟體的銷售計劃擬定，對任天堂Switch的熱銷也有所貢献。曾在位於德國的任天堂歐洲總部工作約10年，擁有豐富的海外經驗。